# Mörikehaus Ochsenwang
Im Mörikehaus in Ochsenwang, einer Teilgemeinde von Bissingen an der Teck, wohnte der Dichter und Schriftsteller Eduard Mörike, von Januar 1832 bis Oktober 1833 als Pfarrverweser.

## Ausstellung
Die Ausstellung im ehemaligen Schulhaus gegenüber der kleinen Kirche zeigt Briefe, Zeichnungen und Pfarrberichte von Mörike, dazu Dokumente und kirchliche Unterlagen sowie die von ihm genutzte Literatur. Teile der damaligen Pfarrbibliothek konnten nach Mörikes Aufzeichnungen rekonstruiert werden. Bereits 1904, zu Mörikes 100. Geburtstag, wurde vom Schwäbischen Albverein eine Gedenktafel an dem Haus angebracht. 1951–1972 wurde das Andenken an Mörikes Aufenthalt in Ochsenwang von der damaligen Organistin und Kirchenpflegerin erhalten. Zwischen 1979 und 1981 renovierten Ochsenwanger Bürger das Haus und bauten in Zusammenarbeit mit der Arbeitsstelle für literarische Museen mit Sitz in Marbach am Neckar die jetzige Gedenkstätte auf, die am 25. Oktober 1981 eingeweiht wurde.

## Mörike-Stätten in der Umgebung
Am Albtrauf gibt es den sogenannten Mörikefelsen, der dem Dichter als Aussichtspunkt diente. Mörike ließ Erlebnisse seiner zahlreichen Wanderungen in der Umgebung in seine Dichtungen einfließen. So verfasste er ein Gedicht auf die nahe Burg Teck. Im Pfarrhaus von Oberboihingen war er im Dezember 1826 als Vikar, entsprechend von Dezember 1829 bis Mai 1831 im Pfarrhaus von Owen und noch einmal von März bis April 1834. An der Kirche von Owen befindet sich die Grabtafel des mit Mörike befreundeten Pfarrers und Historikers Wilhelm Zimmermann und dessen Frau Louise. Zimmermann amtierte dort 1872–1878 als Pfarrer. Im benachbarten Weilheim an der Teck war Mörike von Oktober 1833 bis März 1834 Pfarrverweser, in Kirchheim-Ötlingen von Ende April bis Juni 1834.